# Аар (гірський масив)

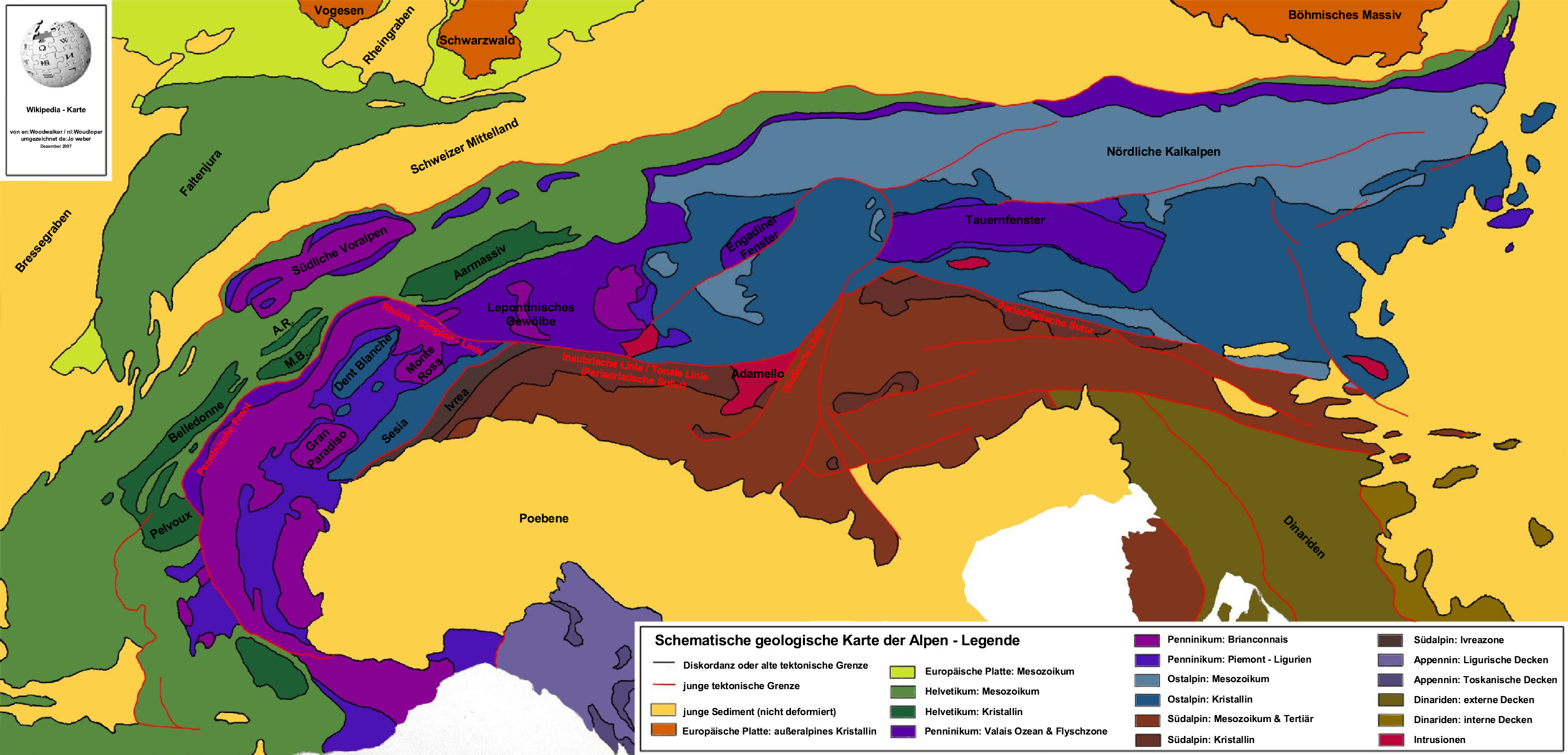
Геологічна будова Альп

Гірський масив Аар (нім. Aarmassiv) — геологічний гірський масив в Швейцарських Альпах. Він включає ряд великих гірських хребтів повністю та частини деяких інших.
Назва масиву походить від річки Ааре, яка має свій виток у цьому масиві.

## Географія
Масив Аар виходить на поверхню в східній частині Бернських Альп та Лепонтинських Альп, приблизно від Льойкербаду на заході до вершини Тьоді на сході. Далі на схід масив виходить на поверхню лише маленькими вікнами, наприклад Веттське вікно між Гігервальдом та Веттісом в кантоні Санкт-Галлен та біля озера Ліммерензее в тому ж кантоні.
Основні вершини: Бічхорн, Алечхорн, Юнгфрау, Мьонх, Фінстераархорн, Шрекхорн, Даммашток, Брістен, Оберальпшток.

## Геологія
Масив Аар є частиною гельветичної системи Альп, яка складається з порід, що походять з Європейської тектонічної плити. Його літологія є типовою для палеозойських фундаментних порід по всій Європі, що зазнали деформації та метаморфізму під час герцинського орогенезу. Молодші мезозойські осадові породи зазнали ерозії та були змиті зі свого фундаменту, коли насув підняв його на поверхню під час альпійського орогенезу. Інші місця, де європейські фундаментні породи виходять на поверх в межах гельветичної системи, — це гірські масиви Екрен та Монблан у французьких та італійських Альпах.
Гірська порода фундаменту складається переважно з гнейсів, сланців та амфіболітів. В деяких місцях в результаті герцинського орогенезу є включення пермських гранітів, які називаються Аарські граніти. Протягом пізньої фази альпійського орогенезу в третинному періоді масив Аар був піднятий у формі великого витягнутого куполу. Вапняки гельветичної системи, які лежали на ньому, тепер мають великий кут нахилу, формуючи обривчастий хребет, що тягнеться від Айгера на південь від Юнгфрау.